# (17055) 1999 GP3
(17055) 1999 GP3 est un astéroïde de la ceinture principale découvert en 1999.

## Description
(17055) 1999 GP3 a été découvert le 6 avril 1999 à King City, un village de l'Ontario au Canada, au nord de Toronto, par Robert G. Sandness.

### Caractéristiques orbitales
L'orbite de cet astéroïde est caractérisée par un demi-grand axe de 2,60 UA, un périhélie de 2,38 UA, une excentricité de 0,09 et une inclinaison de 14,79° par rapport à l'écliptique. Du fait de ces caractéristiques, à savoir un demi-grand axe compris entre 2 et 3,2 UA et un périhélie supérieur à 1,666 UA, il est classé, selon la JPL Small-Body Database, comme objet de la ceinture principale.

### Caractéristiques physiques
(17055) 1999 GP3 a une magnitude absolue (H) de 14,4 et un albédo estimé à 0,240.